# Zamiaceae
Le Zamiacee (Zamiaceae Horan., 1834) sono una famiglia di piante gimnosperme perenni, sempreverdi e dioiche dell'ordine Cycadales, diffuse nelle regioni tropicali e temperate  di Africa, Australia, Nord e Sud America.           
I membri di questa famiglia sono facilmente distinguibili dai membri delle Cycadaceae sulla base delle foglie che presentano venature specifiche e dei megasporofilli (con due ovuli) arrangiati in strobili.          
Come tutte le Cicadee, i membri delle Zamiaceae sono velenosi e producono glicosidi velenosi noti come cicasine.          

## Descrizione
Hanno aspetto simile a felci (con fusto sotterraneo) o simile a palme. Le foglie sono pennato-composte, a fillotassi alterna spiralata, persistenti e coriacee, con o senza spine.          
Le radici coralloidi si sviluppano alla base dello stelo in corrispondenza o al di sotto della superficie del suolo.          
Gli sporofili maschili e femminili sono aggregati a spirale in coni che crescono lungo l'asse. Gli sporofili femminili sono semplici, di aspetto peltato, con gambo sterile e lamina espansa e ispessita con 2 (raramente 3 o più) ovuli sessili inseriti sulla superficie interna (rivolta verso l'asse) e diretti verso l'interno. I semi sono angolosi, con il rivestimento interno indurito e il rivestimento esterno carnoso. Sono spesso dai colori vivaci, con 2 cotiledoni.

## Tassonomia
Sono suddivise in due sottofamiglie che comprendono 9 generi.
- Dioon (18 specie)
- Encephalartos (65 spp.)
- Lepidozamia (2 spp.)
- Macrozamia (41 spp.)

- Ceratozamia (39 spp.)
- Microcycas (1 sp.)
- Zamia (85 spp.)
- Stangeria (1 sp.)
- Bowenia (2 spp.)

Il genere Chigua, in passato riconosciuto come appartenente a questa famiglia, è oggi considerato sinonimo di Zamia e le due specie attribuite in passato a questo genere (C. restrepoi e C. bernalii) sono oggi considerate come un'unica entità (Zamia restrepoi).

### Alcune specie

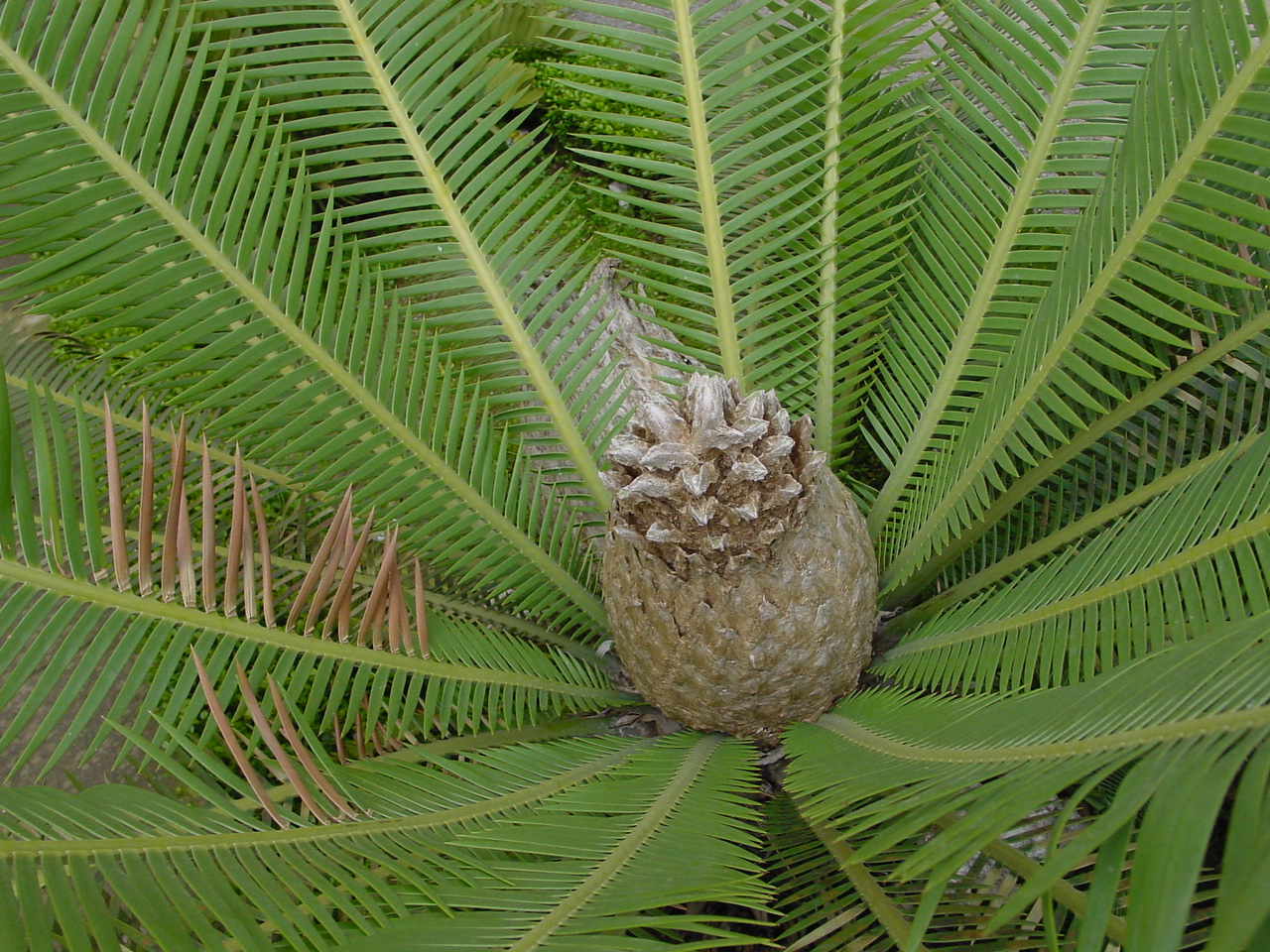
Dioon edule
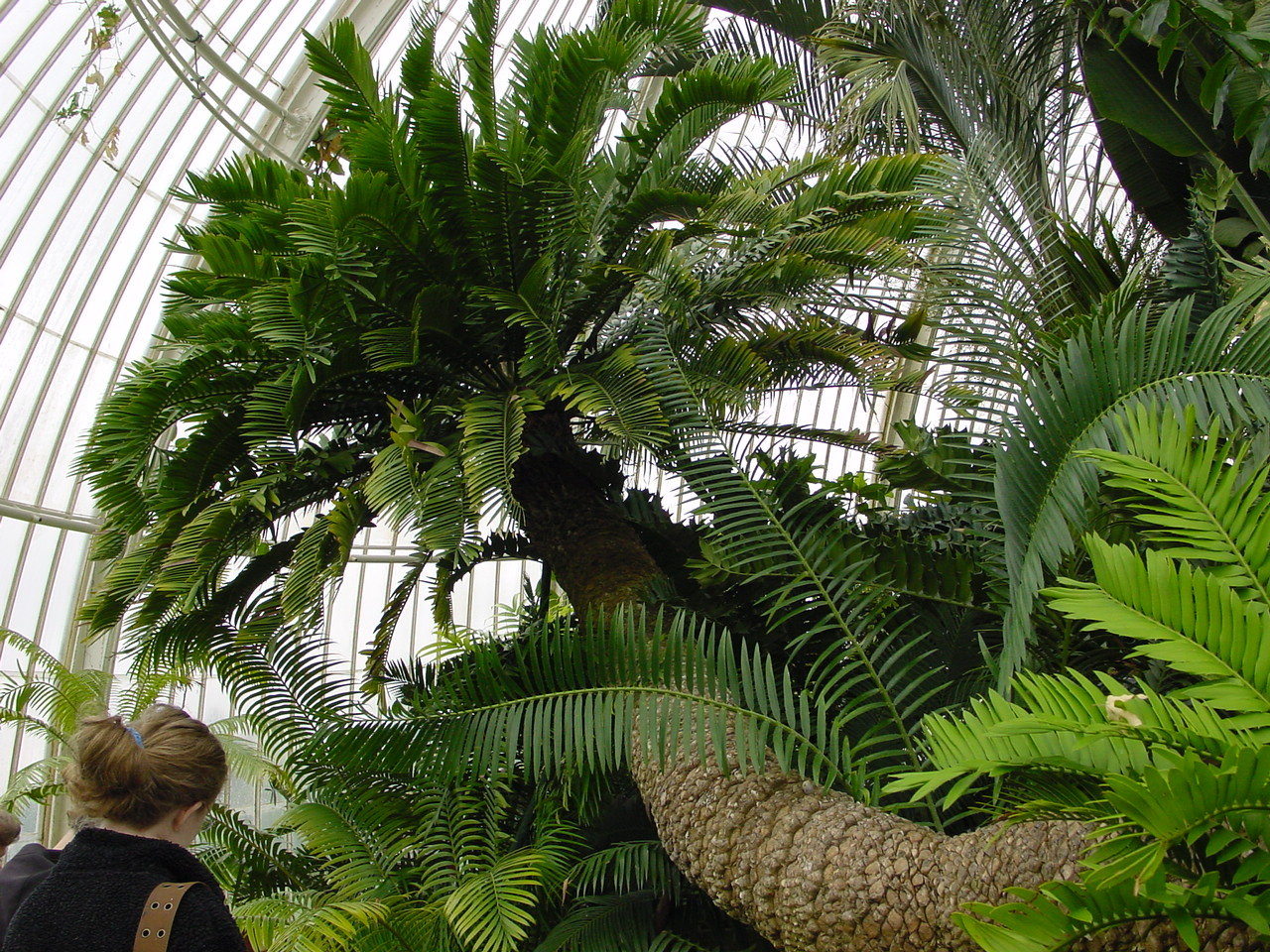
Encephalartos altensteinii
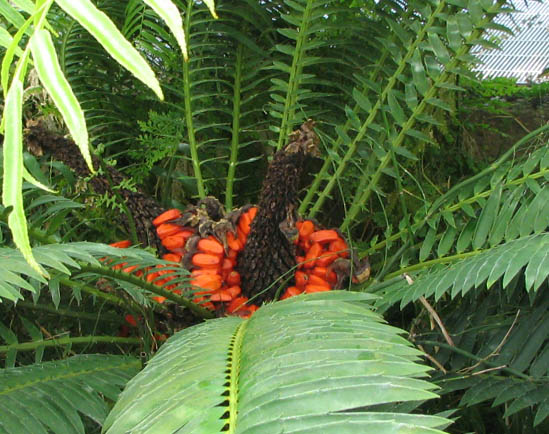
Encephalartos lebomboensis
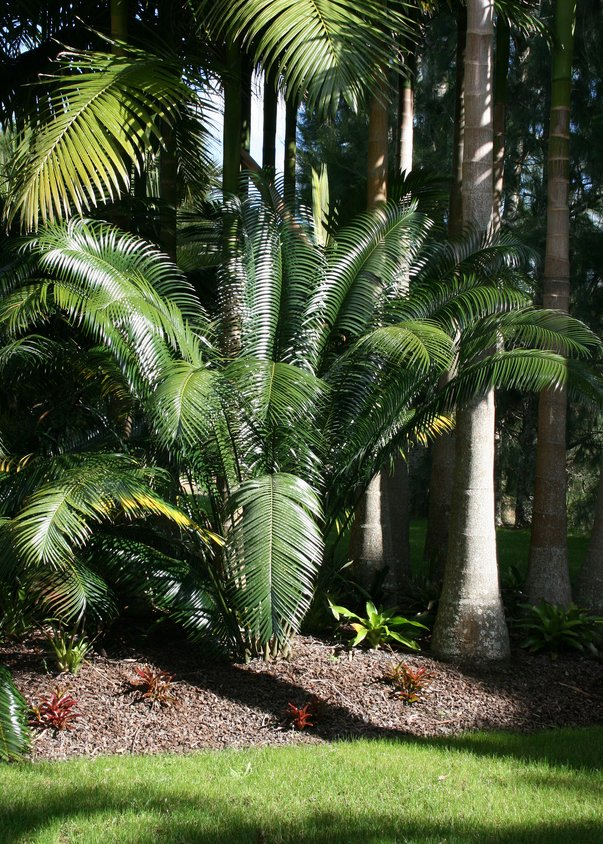
Lepidozamia peroffskyana
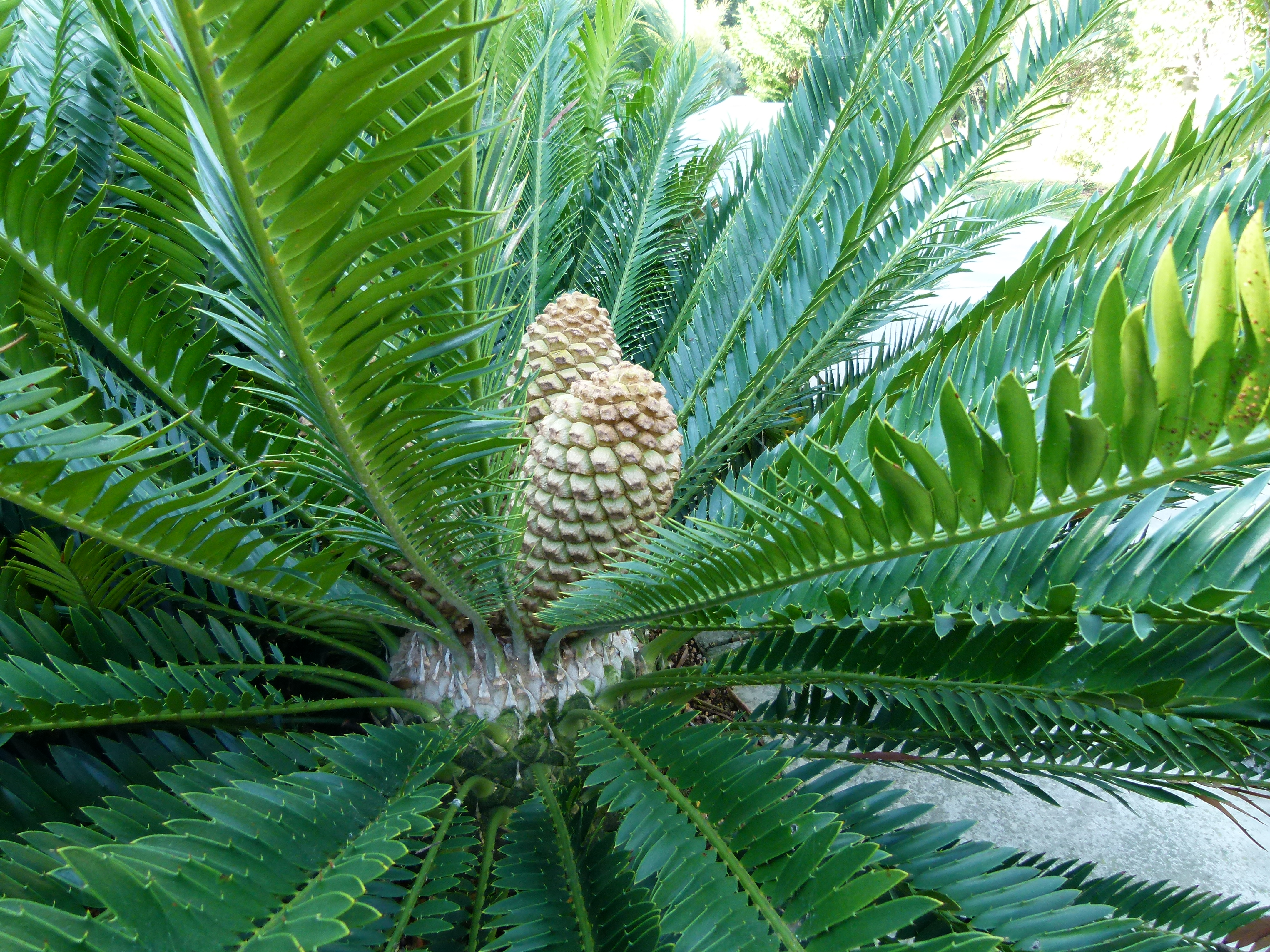
Macrozamia moorei
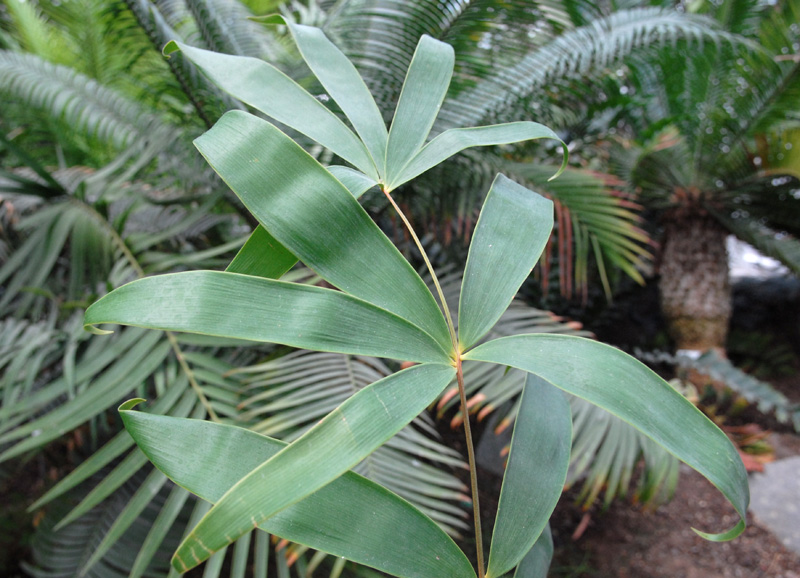
Ceratozamia hildae
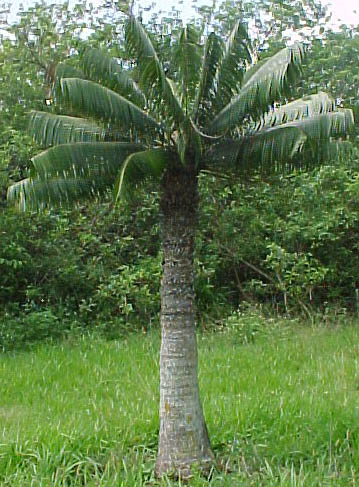
Microcycas calocoma
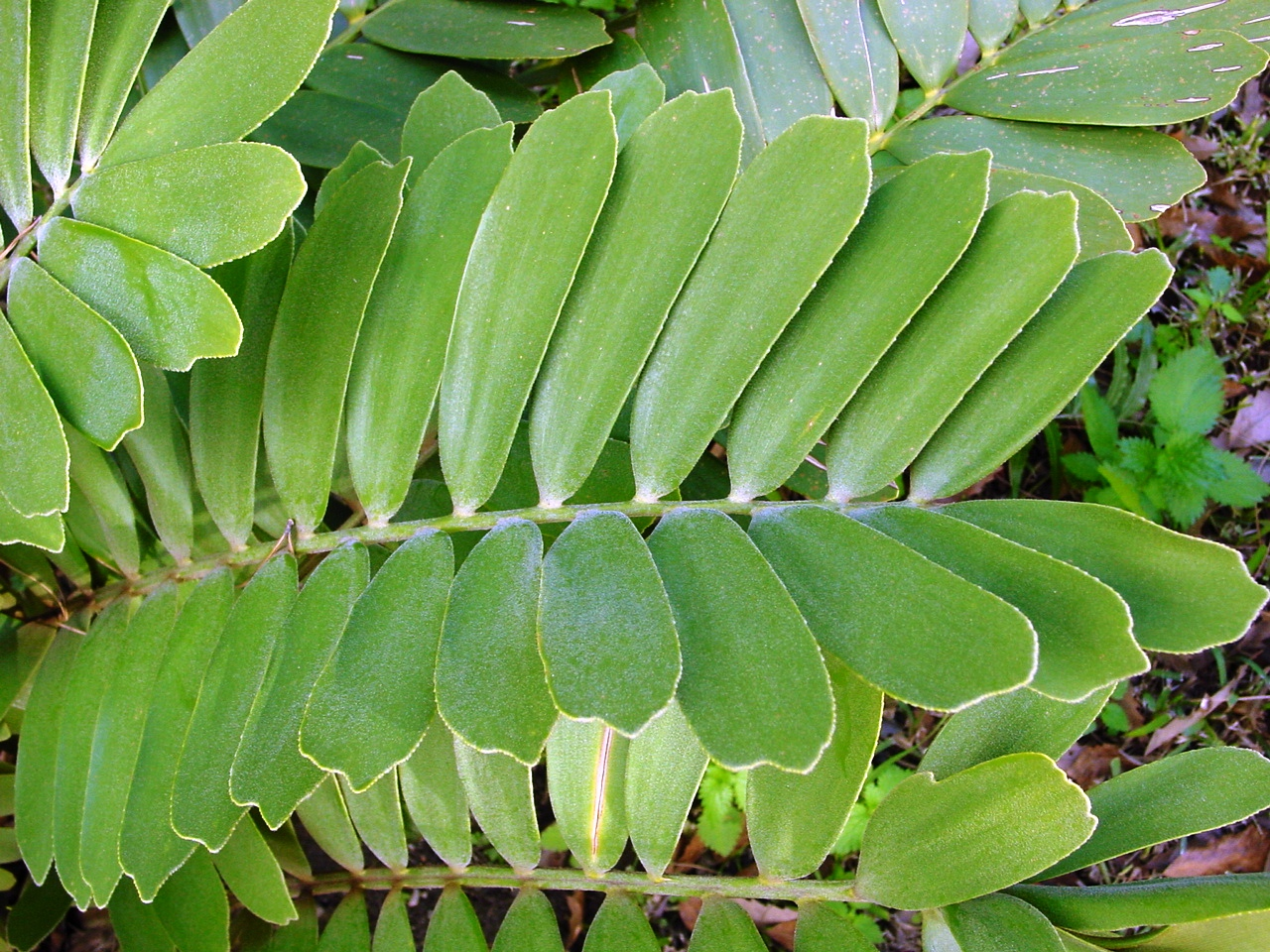
Zamia furfuracea
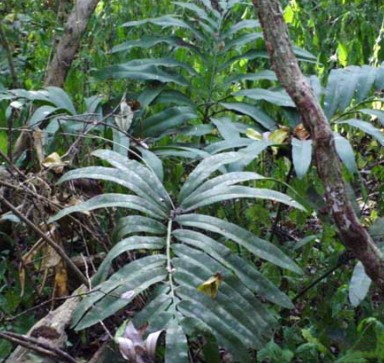
Stangeria eriopus
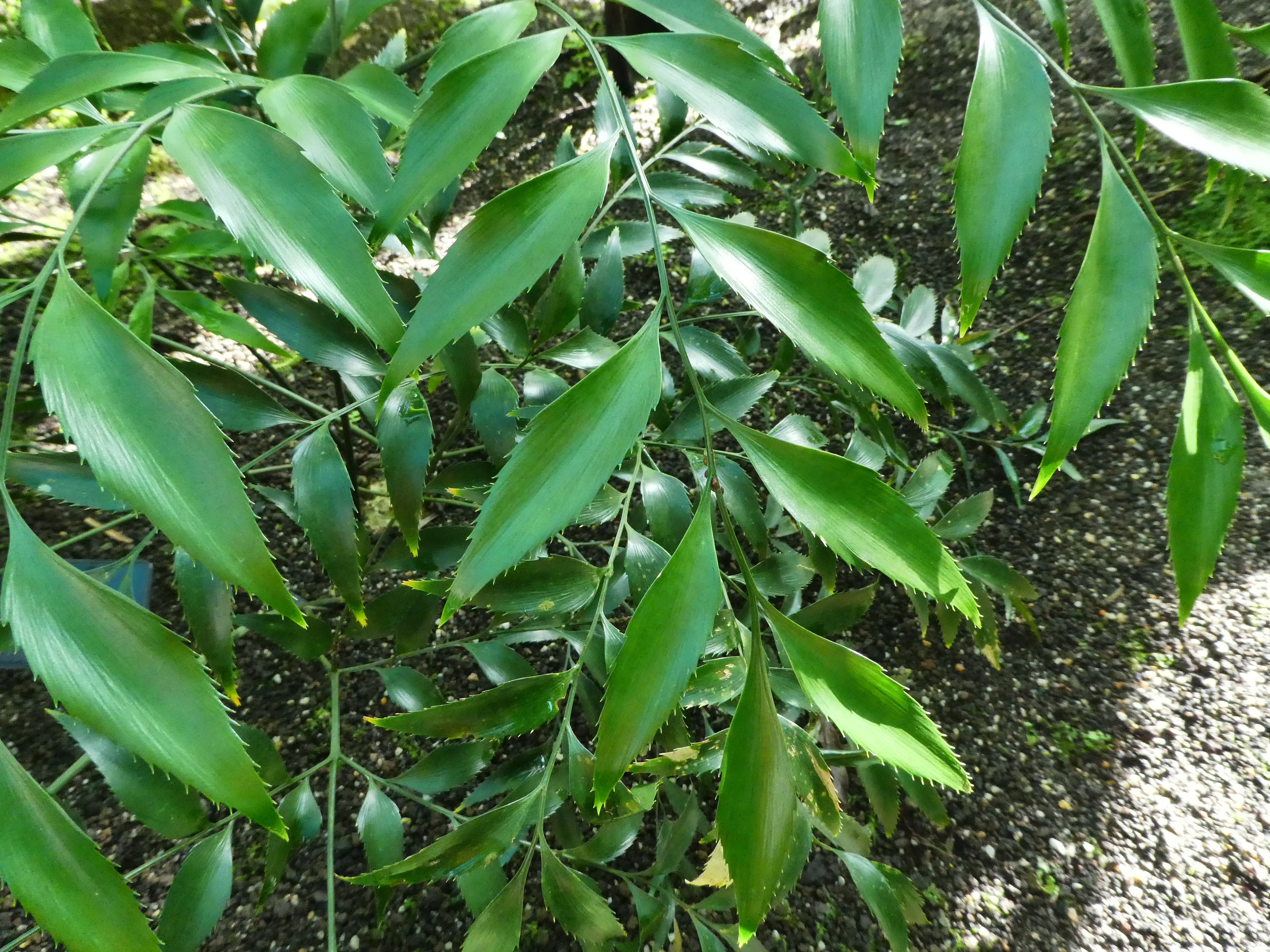
Bowenia serrulata